# World Series of Poker 2014
Le World Series of Poker 2014 sono state la 45ª edizione della manifestazione. La prima fase si è svolta dal 27 maggio sino al 14 luglio presso il casinò Rio All Suite Hotel and Casino di Las Vegas. Si è trattata delle decima edizione consecutiva disputata al Rio. Il vincitore del Main Event è stato lo svedese Martin Jacobson, che si è aggiudicato la cifra di 10.000.000 di dollari.

## Eventi preliminari
Gli eventi in programma sono 65, tre in più dell'edizione precedente.
| N. | Evento                                                | Iscritti | Vincitore            | Premio      | Ultimo giocatore eliminato |
| -- | ----------------------------------------------------- | -------- | -------------------- | ----------- | -------------------------- |
| 1  | $500 Casino Employees No Limit Hold'em                | 876      | Roland Reparejo      | $82 835     | Cory Emery                 |
| 2  | $25 000 Mixed Max No Limit Hold'em                    | 131      | Vanessa Selbst       | $871 148    | Jason Mo                   |
| 3  | $1 000 Pot Limit Omaha                                | 1 128    | Brandon Shack-Harris | $205 634    | Morgan Popham              |
| 4  | $1 000 No Limit Hold'em                               | 2 223    | Kyle Cartwright      | $360 435    | Jason Paster               |
| 5  | $10 000 Limit 2-7 Triple Draw Lowball                 | 120      | Tuan Le              | $355 324    | Justin Bonomo              |
| 6  | $1 500 No Limit Hold'em Shootout                      | 948      | Alex Bolotin         | $259 211    | Dimitar Danchev            |
| 7  | $1 500 Seven Card Razz                                | 352      | Ted Forrest          | $121 196    | Phil Hellmuth              |
| 8  | $1 500 Millionaire Maker No Limit Hold'em             | 7 977    | Jonathan Dimmig      | $1 319 587  | Jeffrey Coburn             |
| 9  | $1 000 No Limit Hold'em                               | 1 940    | Jeffrey Smith        | $323 125    | Danny Nguyen               |
| 10 | $10 000 Limit Omaha Hi-Low Split-8 or Better          | 178      | Brock Parker         | $443 407    | Richard Ashby              |
| 11 | $1 500 No Limit Hold'em Six Handed                    | 1 587    | Justin Bonomo        | $449 980    | Mike Sowers                |
| 12 | $1 500 Pot Limit Hold'em                              | 557      | Gregory Kolo         | $169 225    | Dean Bui                   |
| 13 | $10 000 No Limit 2-7 Draw Lowball                     | 87       | Paul Volpe           | $253 524    | Daniel Negreanu            |
| 14 | $1 500 Limit Omaha Hi-Low Split-8 or Better           | 1 036    | Nicholas Kost        | $283 275    | Kal Raichura               |
| 15 | $3 000 No Limit Hold'em Six Handed                    | 810      | Davidi Kitai         | $508 640    | Gordon Vayo                |
| 16 | $1 500 Limit 2-7 Triple Draw Lowball                  | 348      | Todd Thuan Bui       | $124 510    | Tom Franklin               |
| 17 | $1 000 Seniors No Limit Hold'em Championship          | 4 425    | Dan Heimiller        | $627 462    | Donald Maas                |
| 18 | $10 000 Seven Card Razz                               | 112      | George Danzer        | $294 792    | Brandon Shack-Harris       |
| 19 | $1 500 No Limit Hold'em                               | 2 086    | Ted Gillis           | $514 027    | John Hennigan              |
| 20 | $3 000 No Limit Hold'em Shootout                      | 389      | Kory Kilpatrick      | $254 891    | Eric Wasserson             |
| 21 | $1 000 No Limit Hold'em                               | 2 043    | Dominik Nitsche      | $335 659    | Dave D'Alesandro           |
| 22 | $10 000 H.O.R.S.E.                                    | 200      | Chris Wallace        | $507 614    | Randy Ohel                 |
| 23 | $1 000 Turbo No Limit Hold'em                         | 1 473    | Doug Polk            | $251 969    | Andy Philachack            |
| 24 | $5 000 No Limit Hold'em Six Handed                    | 541      | Kevin Eyster         | $622 998    | Pierre Neuville            |
| 25 | $2 500 Omaha/Seven Card Stud Hi-Low Split-8 or Better | 470      | John Kabbaj          | $267 327    | Thomas Keller              |
| 26 | $1 500 No Limit Hold'em                               | 1 594    | Andrew Rennhack      | $408 953    | Michael Katz               |
| 27 | $1 500 H.O.R.S.E.                                     | 743      | Tommy Hang           | $230 744    | Jim Collopy                |
| 28 | $10 000 Pot Limit Hold'em                             | 160      | Alex Bilokur         | $398 567    | Matthew O'Donnell          |
| 29 | $2 500 No Limit Hold'em                               | 1 165    | Pierre Milan         | $536 768    | Justin Oliver              |
| 30 | $1 500 Seven Card Stud Hi-Low 8-or Better             | 588      | Calvin Anderson      | $190 538    | Joe Tehan                  |
| 31 | $1 500 No Limit Hold'em                               | 1 631    | Brett Shaffer        | $418 435    | Ronald Sullivan            |
| 32 | $10 000 No Limit Hold'em Six Handed                   | 264      | Joe Cada             | $670 041    | Jeremy Ausmus              |
| 33 | $1 000 No Limit Hold'em                               | 1 688    | Dutch Boyd           | $288 744    | Steven Norden              |
| 34 | $1 500 Seven Card Stud                                | 345      | Eric Buchman         | $118 785    | Aleksandr Kravčenko        |
| 35 | $5 000 No Limit Hold'em Eight Handed                  | 550      | Brian Yoon           | $633 341    | Josh Arieh                 |
| 36 | $1 500 No Limit 2-7 Draw Lowball                      | 241      | Steven Wolansky      | $89 483     | Joseph Cheong              |
| 37 | $1 500 Pot Limit Omaha                                | 967      | Brandon Pastor       | $264 400    | Marcel Vonk                |
| 38 | $10 000 Seven Card Stud Hi-Low Split-8 or Better      | 134      | George Danzer        | $352 696    | John Racener               |
| 39 | $3 000 No Limit Hold'em                               | 992      | Sean Dempsey         | $548 460    | Ryan Jaconetti             |
| 40 | $10 000 Heads Up No Limit Hold'em                     | 136      | Davide Suriano       | $335 553    | Sam Stein                  |
| 41 | $1 500 Dealer's Choice Six Handed                     | 419      | Robert Mizrachi      | $147 092    | Aaron Schaff               |
| 42 | $5 000 Pot Limit Omaha Six Handed                     | 452      | Michael Drummond     | $541 747    | Darius Studdard            |
| 43 | $1 500 Limit Hold'em                                  | 657      | Dan Kelly            | $195 167    | Yegor Tsurikov             |
| 44 | $1 500 No Limit Hold'em                               | 1 914    | Jordan Morgan        | $478 102    | Evan McNiff                |
| 45 | $1 000 No Limit Hold'em                               | 1 841    | William Givens       | $306 634    | Angela Prada-Moed          |
| 46 | $50 000 The Poker Players Championship                | 102      | John Hennigan        | $1 517 767  | Brandon Shack-Harris       |
| 47 | $1 500 Ante Only No Limit Hold'em                     | 714      | Jesse McEuen         | $212 093    | Jonas Lauck                |
| 48 | $1 500 Pot Limit Omaha Hi-Low Split-8 or Better       | 991      | Tyler Patterson      | $270 992    | Scott Clements             |
| 49 | $5 000 No Limit Hold'em                               | 696      | David Miscikowski    | $719 707    | Norbert Szecsi             |
| 50 | $1 500 Eight Game Mix                                 | 486      | Phil Ivey            | $167 332    | Bruce Yamron               |
| 51 | $1 500 No Limit Hold'em Monster Stack                 | 7 862    | Hugo Pingray         | $1 327 083  | Joseph McKeehen            |
| 52 | $10 000 Limit Hold'em                                 | 122      | David Olson          | $303 909    | Mikhail Tulchinskiy        |
| 53 | $10 000 Ladies No Limit Hold'em Championship          | 793      | Haixia Zhang         | $153 470    | Mikiyo Aoki                |
| 54 | $3 000 Pot Limit Omaha Hi-Low Split-8 or Better       | 474      | Florian Langmann     | $297 650    | Zack Freeman               |
| 55 | $1 500 No Limit Hold'em                               | 2 396    | Asi Moshe            | $582 321    | Michael Ferrer             |
| 56 | $1 000 No Limit Hold'em                               | 2 525    | Mike Kachan          | $403 483    | Jeff Blenkarn              |
| 57 | $1 000 000 The Big One for One Drop                   | 42       | Daniel Colman        | $15 306 668 | Daniel Negreanu            |
| 58 | $1 500 No Limit Hold'em Mixed Max                     | 1 475    | Jared Jaffee         | $405 428    | Mike Watson                |
| 59 | $3 000 Omaha Hi-Low Split-8 or Better                 | 457      | Phillip Hui          | $286 976    | Zachary Milchman           |
| 60 | $1 500 No Limit Hold'em                               | 2 563    | Sam Jaddi            | $614 248    | Brandon Hall               |
| 61 | $10 000 Seven Card Stud                               | 102      | Matt Grapenthien     | $268 473    | Todd Brunson               |
| 62 | $1 111 The Little One for One Drop                    | 4 496    | Igor Dubinskyy       | $637 539    | Theodore Driscoll          |
| 63 | $1 500 Ten-Game Mix Six Handed                        | 445      | Bryn Kenney          | $153 220    | Jan Suchanek               |
| 64 | $10 000 Pot Limit Omaha                               | 418      | Pat Walsh            | $923 379    | Javed Abrahams             |

## Main Event
Il Main Event (evento numero 65 "$10.000 No Limit Hold'em Main Event") si disputa come di consueto in due fasi. La fase di qualificazione dal 5 al 14 luglio (6.683 iscritti), mentre il tavolo finale con i "November Nine" si disputa in novembre.

### November Nine
| Nome                      | Nazionalità | Chips      | Braccialetti | ITM WSOP | Guadagni WSOP |
| ------------------------- | ----------- | ---------- | ------------ | -------- | ------------- |
| Jorryt van Hoof           | Paesi Bassi | 38 375 000 | 0            | 3        | $27 956       |
| Felix Stephensen          | Danimarca   | 32 775 000 | 0            | 0        | $0            |
| Mark Newhouse             | Stati Uniti | 26 000 000 | 0            | 8        | $906 093      |
| Andoni Larrabe            | Spagna      | 22 550 000 | 0            | 3        | $20 068       |
| Dan Sindelar              | Stati Uniti | 21 200 000 | 0            | 17       | $149 991      |
| William Pappaconstantinou | Stati Uniti | 17 500 000 | 0            | 0        | $0            |
| William Tonking           | Stati Uniti | 15 050 000 | 0            | 3        | $13 421       |
| Martin Jacobson           | Svezia      | 14 900 000 | 0            | 13       | $1 204 983    |
| Bruno Politano            | Brasile     | 12 125 000 | 0            | 3        | $25 404       |

### Risultati
| Piazzamento | Nome                      | Premio      |
| ----------- | ------------------------- | ----------- |
| 1°          | Martin Jacobson           | $10.000.000 |
| 2°          | Felix Stephensen          | $5.147.911  |
| 3°          | Jorryt van Hoof           | $3.807.753  |
| 4°          | William Tonking           | $2.849.763  |
| 5°          | William Pappaconstantinou | $2.143.794  |
| 6°          | Andoni Larrabe            | $1.622.471  |
| 7°          | Dan Sindelar              | $1.236.084  |
| 8°          | Bruno Politano            | $947.172    |
| 9°          | Mark Newhouse             | $730.725    |